# Nicktoons (Nizozemsko)
Nicktoons je nizozemský sesterský televizní kanál Nickelodeonu, na kterém jsou vysílány hlavně animované pořady. Tento kanál začal v testovacím provozu vysílat 1. července 2008, na ostré vysílání přešel o měsíc později.

## Pořady
(V závorce se nacházejí holandské názvy pořadů)
- SpongeBob SquarePants
- Rocko's Modern Life
- Ren a Stimpy (Ren en Stimpy)
- KaBlam!
- The Angry Beavers (Boze Beavers)
- CatDog
- Invader Zim
- Skyland
- Dragon Hunters (Drakenjagers)
- Ricky Sprocket
- Frankenstein's Cat (Frankenstein's Kat)
- Grossology
- The X's
- Catscratch
- Rugrats
- Danny Phantom
- Corneil & Bernie (Corneil en Bernie)
- Kappa Mikey
- Hey Arnold!
- Tak & the Power of Juju (Tak en de kracht van Juju)
- Rocket Power
- Edgar & Ellen (Edgar en Ellen)
- Storm Hawks
- Eon Kid
- Viva Pinata
- Bakugan Battle Brawlers
- Random Cartoons (Randon Cartoons)
- Making Fiends